# Neobisium macrodactylum
Espèce
Synonymes
- Obisium macrodactylum Daday, 1888
- Obisium montenegrense Ellingsen, 1910

Neobisium macrodactylum est une espèce de pseudoscorpions de la famille des Neobisiidae.

## Distribution
Cette espèce se rencontre en Roumanie, en Hongrie, en Slovaquie, en Slovénie, en Croatie, en Bosnie-Herzégovine, au Monténégro, en Bulgarie et en Azerbaïdjan.

## Liste des sous-espèces
Selon Pseudoscorpions of the World (version 3.0) :
- Neobisium macrodactylum macrodactylum (Daday, 1888)
- Neobisium macrodactylum montenegrense (Ellingsen, 1910) du Monténégro

## Systématique et taxinomie
Cette espèce a été décrite sous le protonyme Obisium macrodactylum par Daday en 1888. Elle est placée dans le genre Neobisium par Beier en 1932.
Neobisium macrodactylum montenegrense a été décrite sous le protonyme Obisium montenegrense par Ellingsen en 1910. Elle est considérée comme sous-espèce de Neobisium macrodactylum par Beier en 1963.

## Publications originales
- Daday, 1888 : A Magyar Nemzeti Muzeum álskorpióinak áttekintése. Természetrajzi Füzetek, vol. 11, p. 111-136 & 165-192.
- Ellingsen, 1910 : Die Pseudoskorpione des Berliner Museums. Mitteilung aus dem Zoologischen Museum in Berlin, vol. 4, p. 357-423 (texte intégral).